# Troinik
Troinik war ein russisches Handelsgewicht.
- 1 Troinik = 3 Funta = 1,228 Kilogramm
- 13 ⅓ Troinik = 1 Pud